# James Coignard
Pour les articles homonymes, voir Coignard.
James Coignard est un peintre, graveur et sculpteur français, né le 15 septembre 1925 à Tours et mort le 7 mars 2008 à Mougins.

## Biographie
C’est au travers de la peinture et du dessin que James Coignard va développer sa pensée esthétique.
À la fin des années 1960, l'artiste va plus particulièrement exploiter les possibilités offertes par la gravure au carborundum. C’est un inclassable, il touche, expérimente, essaye, et cherche  inlassablement les supports, les formes et les techniques qui lui permettent  de faire évoluer ses recherches artistiques. Au début de sa carrière, Coignard est assimilé aux réalistes de l’École de Paris. Très vite, il devient difficile d’arrêter son travail dans l’un des mouvements artistiques de cette seconde moitié du XXe siècle ; mais, au regard de son œuvre, il est clair que James Coignard appartient pleinement à son époque.
Marcelin Pleynet, dans James Coignard et la mémoire des signes, écrit : « l’œuvre de James Coignard présente toutes les caractéristiques d’une œuvre appartenant à l’espace de l’art moderne […] l’œuvre de James Coignard semble curieusement silencieuse dès que nous nous employons à la comparer, à la penser, à la comprendre en fonction de telles ou telles données conventionnelles ».
En 1948, James Coignard découvre la côte d’Azur et décide de suivre les cours de l’école des Arts décoratifs de Nice. Il reçoit alors également les conseils de Louis Marchand des Raux dont il est proche. À ses débuts, il est céramiste. Sa rencontre avec Paul Hervieu, galeriste à Nice en 1950, est décisive pour sa carrière. Coignard expose pour la première fois à Beaulieu-sur-Mer et c’est par l’intermédiaire de Paul Hervieu qu’il rencontre Braque, Matisse et Chagall.
En 1952, il déménage à Paris et installe son atelier de céramique. Il commence à exposer dans les pays scandinaves. Il épouse Mireille Poupart ; il retourne à Beaulieu-sur-Mer en 1956, où il installe son atelier. À cette époque s’y retrouvent Atlan, Christine Boumeester, Henri Goetz, Max Papart…
En 1958, Coignard cesse de pratiquer la céramique pour se consacrer à la peinture. Dans les années 1960, sa carrière prend une dimension internationale, tout particulièrement aux États-Unis et en Suède. Il voyage alors dans le monde entier et s’essaye à de nouvelles techniques comme la tapisserie et la sculpture de verre.

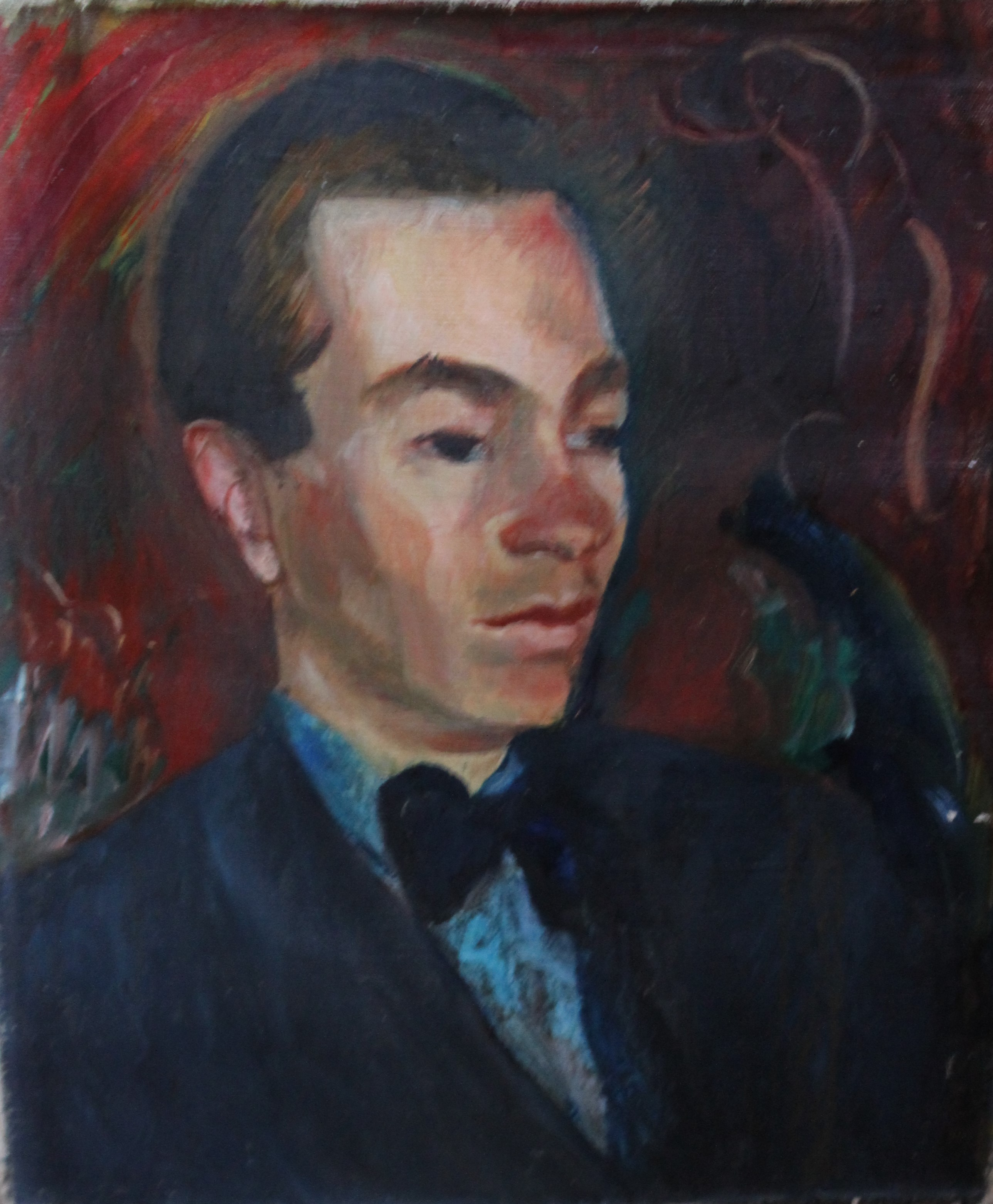
Henri Goetz

En 1968, avec Henri Goetz, Coignard réalise ses premières gravures au carborundum ; un procédé dont il va explorer les multiples possibilités et facettes jusqu’à la fin de sa vie. À partir de 1969, il s’intéresse aux problématiques de l’édition et travaille sur ses premiers livres d'artistes.
Coignard épouse Sylvia Uryn en 1984. Entre 1985 et 1990, il part vivre aux États-Unis, puis s’installe définitivement à Antibes ; l’artiste y travaille inlassablement à ses œuvres peintes et gravées.
En 1992, une exposition rétrospective de l'œuvre de Théo Tobiasse est organisée au château-musée de Cagnes-sur-Mer. Véritable lieu de rencontre entre artistes, il y retrouve notamment l'écrivain Chaïm Potok et ses amis plasticiens Ben et Arman.
Dans les années 2000, il renforce sa collaboration avec la galerie GKM Siwert Bergström à Malmö, en Suède, avec laquelle il va continuer de développer son œuvre gravé.
En France, il collabore à partir de 2002 avec la galerie Capazza à Nançay.
Mort le 7 mars 2008, il est incinéré au cimetière du Père-Lachaise à Paris.

## Expositions

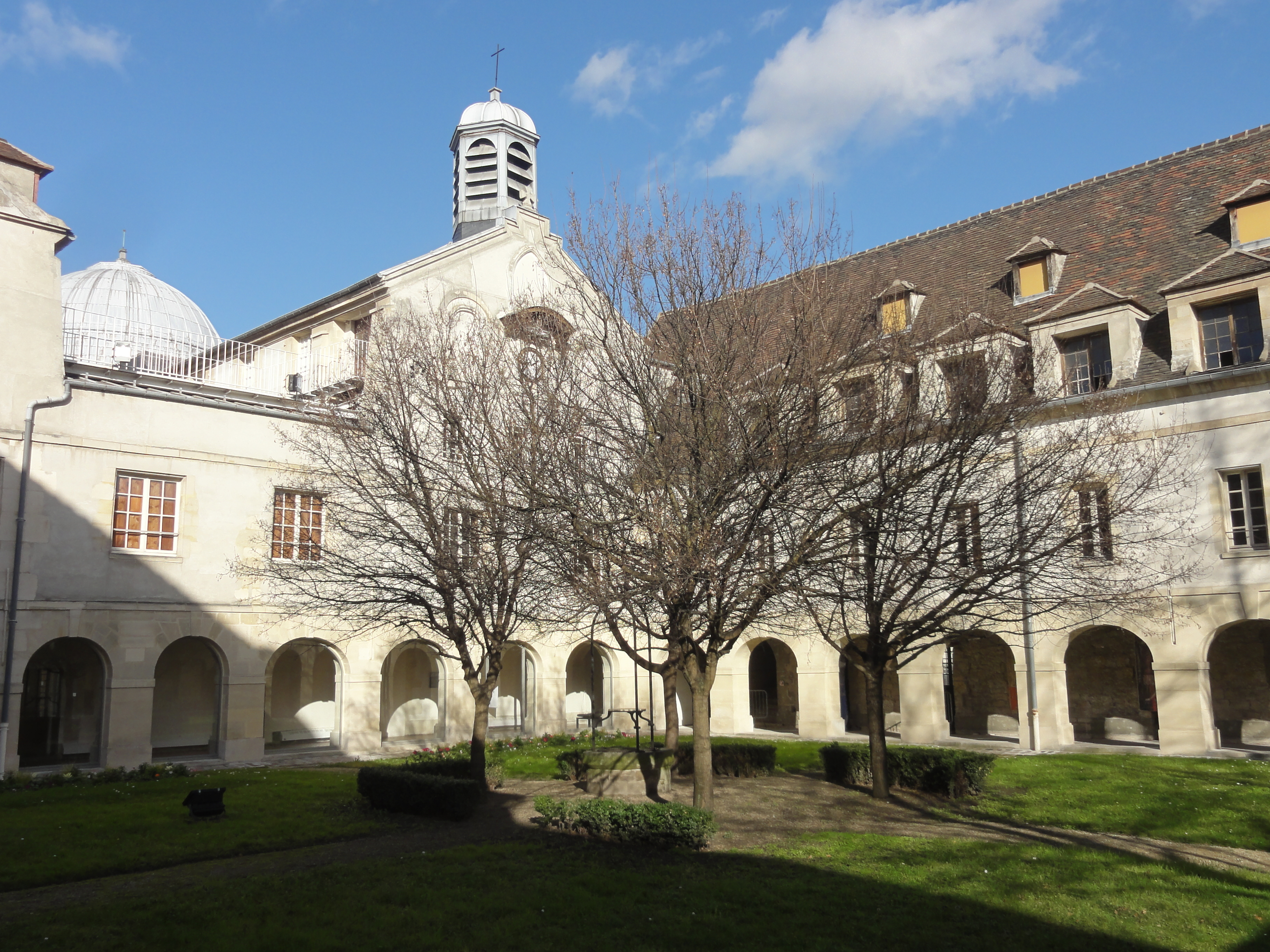
Musée d'Art et d'Histoire Paul-Éluard, Saint-Denis

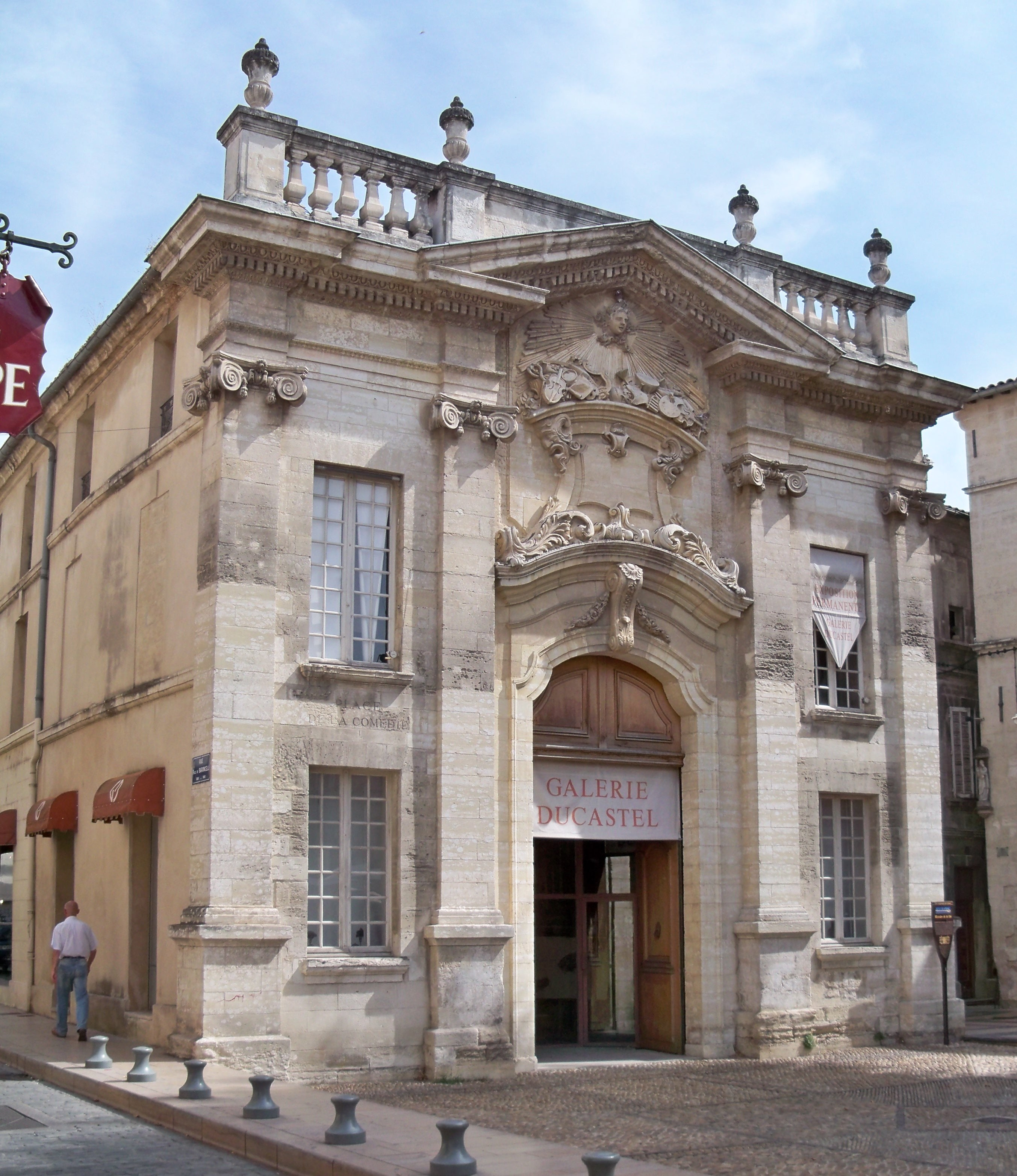
Galerie Ducastel, Avignon

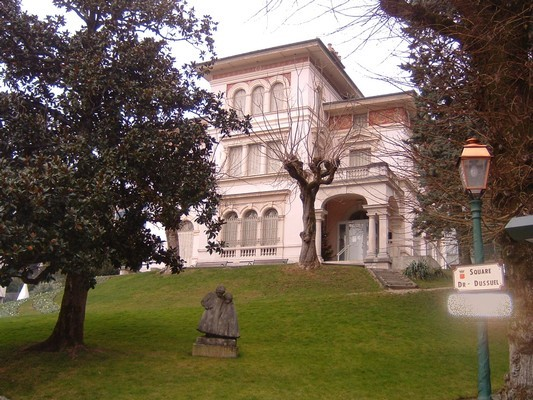
Musée Faure, Aix-les-Bains

### Expositions personnelles
- Metropol Museet, Malmö, 1956[5].
- Galerie Ferrero, Genève, 1957[6].
- Collectors Gallery, New York, 1957[6].
- Galerie Le Canal, Venise, 1959[6].
- Galerie Drouant-David, Paris, 1959, 1960[6].
- Ripagarden Museum, Bastad, 1960[6].
- Galerie de la Colombe, Vallauris, 1960[6].
- Connaissance d'un livre d'art : "L'Amour du plus lointain", poèmes de Jean Marcenac, gouaches et gravures originales de James Coignard, Musée d'Art et d'Histoire Paul-Éluard, Saint-Denis (Seine-Saint-Denis), novembre 1969[7].
- Galerie Camille Renault, Paris, mars-avril 1972.
- Galerie Soleil, 30 rue de Miromesnil, Paris, octobre-novembre 1973.
- Talma Gallery, Tel Aviv, 1974.
- Galerie Vision nouvelle, 31 rue du Colisée, Paris, octobre-novembre 1977.
- Galerie Alex Rosenberg, New York, janvier-février 1982.
- La Cour 21, Nantes, avril-mai 1987[8].
- Galerie Ducastel, Avignon, 1990.
- James Coignard - A retrospective of paintings, prints and sculpture, Nahan Galleries, New York, avril-mai 1991[9].
- James Coignard - Rétrospective, Kunstmuseum (de) Gelsenkirchen (Allemagne), 1992.
- James Coignard - Rétrospective 1950-1991, Institut français de Norvège, Oslo, 1992[10].
- James Coignard - Œuvre graphique, librairie-galerie Maurel, La Colle-sur-Loup, avril-mai 1993.
- James Coignard - Rétrospective, musée des Beaux-Arts de Libourne, 1993[10].
- James Coignard -Rétrospective : l'œuvre peint, 1956-1996, château-musée de Cagnes-sur-Mer, 1997.
- Galerie GKM, Malmö, 2004, 2008[11].
- James Coignard - Livres d'artistes, Bibliothèque Louis-Nucéra, Nice, 2005.
- Musée Faure, Aix-les-Bains, 2007[12].
- Galerie Art Clipper, Helsinki, 2010.
- Galerie Bogéna, Saint-Paul-de-Vence, août-septembre 2011[13], août-septembre 2014[14], octobre-novembre 2022 (Œuvres inédites).
- James Coignard - Hommage, Galerie Capazza, Nançay, 2014[3],[15],[16].
- Regards intimes sur l'œuvre de James Coignard, Galerie Territoire d'expressions, Nantes, octobre-novembre 2014[17],[18].
- James Coignard - Fragments d'une œuvre, Chapelle Saint-Elme de la citadelle de Villefranche-sur-Mer, avril-juin 2018[19].

### Expositions collectives
- Salon d'automne, 1953[10].

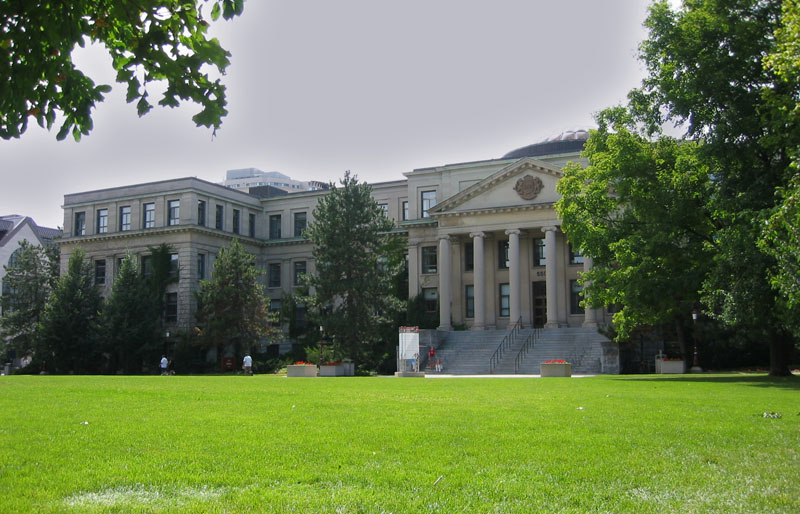
Université d'Ottawa

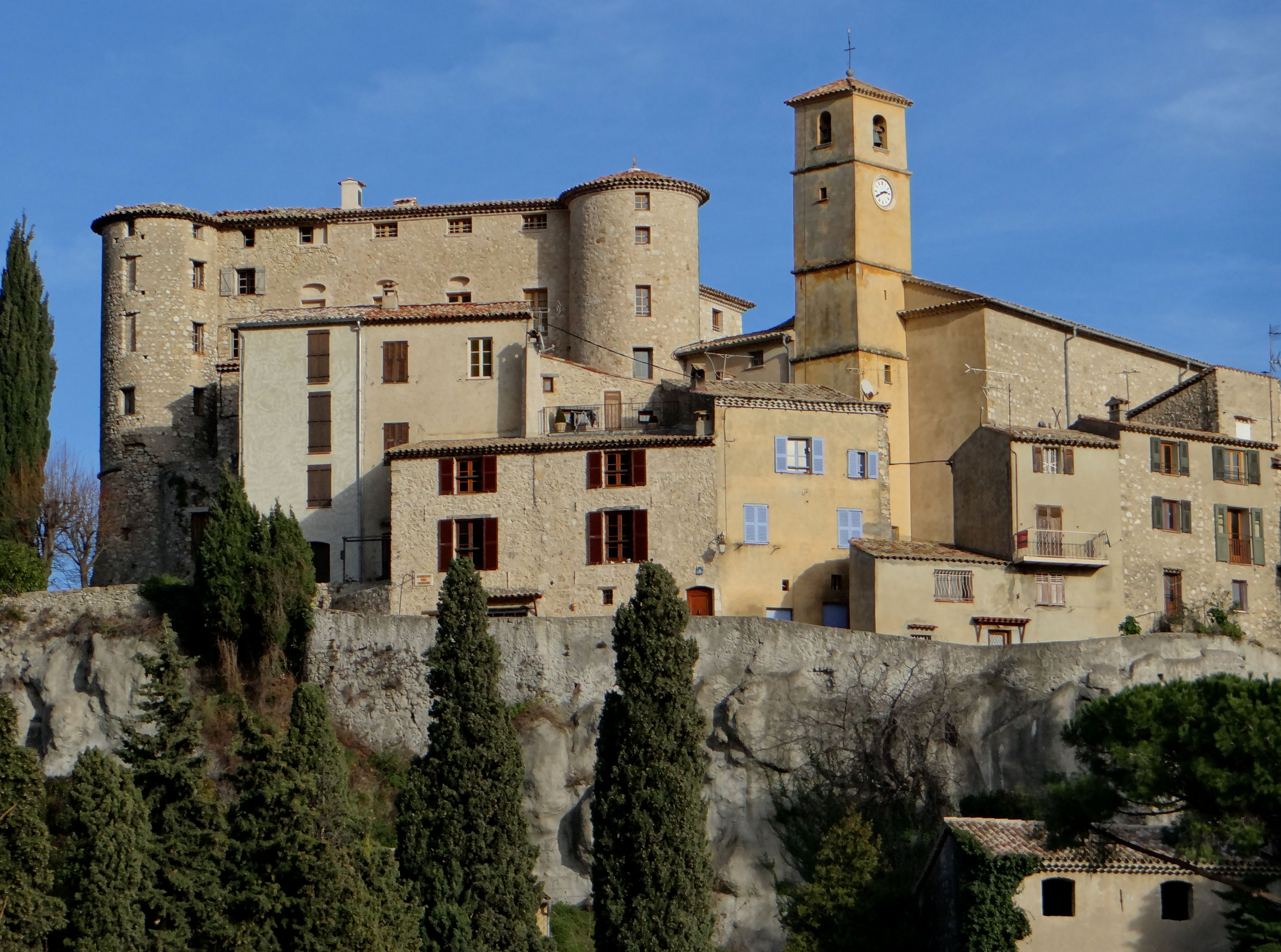
Château de Carros

- James Coignard, Max Papart - Peintures, collages, gravures, Université d'Ottawa, octobre-novembre 1972.
- Un sculpteur, un peintre - Michel Anasse, James Coignard, Galerie Expression, Strasbourg, 1974.
- De Bonnard à Baselitz, dix ans d'enrichissements du cabinet des estampes, 1978-1988, Bibliothèque nationale de France, Paris, 1992[20].
- Par delà les frontières du regard - Quarante artistes choisis autour de la donation André Verdet au château de Carros : Arman, César, James Coignard, Bernard Damiano, Pierre Faniest, Franta, Pierre Gastaud, Henri Goetz, Hans Hartung, Paul Jenkins, Yves Klein, Pablo Picasso, Anton Prinner, Théo Tobiasse, Raoul Ubac, Javier Vilató, Jean Villeri…, Centre international d'art contemporain, château de Carros, juin-octobre 2011[21].
- Antoni Tàpies, Dominique Coffignier, James Coignard, Takesada Matsutani, Le Grande Galerie, La Fabrique, Savasse, juin-septembre 2014[22].
- Sortir de sa réserve - Collection du CIAC, château de Carros, février-mai 2016[23].
- Collection lm Obersteg - Antoni Clavé, James Coignard, Kunstmuseum, Bâle, 2018[24].

## Citations

### Dits de James Coignard
- « Je balafre la toile comme je pose un doigt frémissant sur un visage aimé. Le geste est la cicatrice du peintre. » - James Coignard[25]
- « Ma passion pour la gravure est inséparable de celle que j'ai pour le dessin. Tout d'abord, j'ai été moins intéressés par les reliefs possibles que par la surface que pouvaient avoir des plaques de carborundum. Ce ne fut qu'après que les possibilités de relief, de boursouflures des matériaux, de la résine, des grains de sable et de colle, se sont imposées à moi et ont pris le pas sur tout le reste. » - James Coignard[25]

### Réception critique

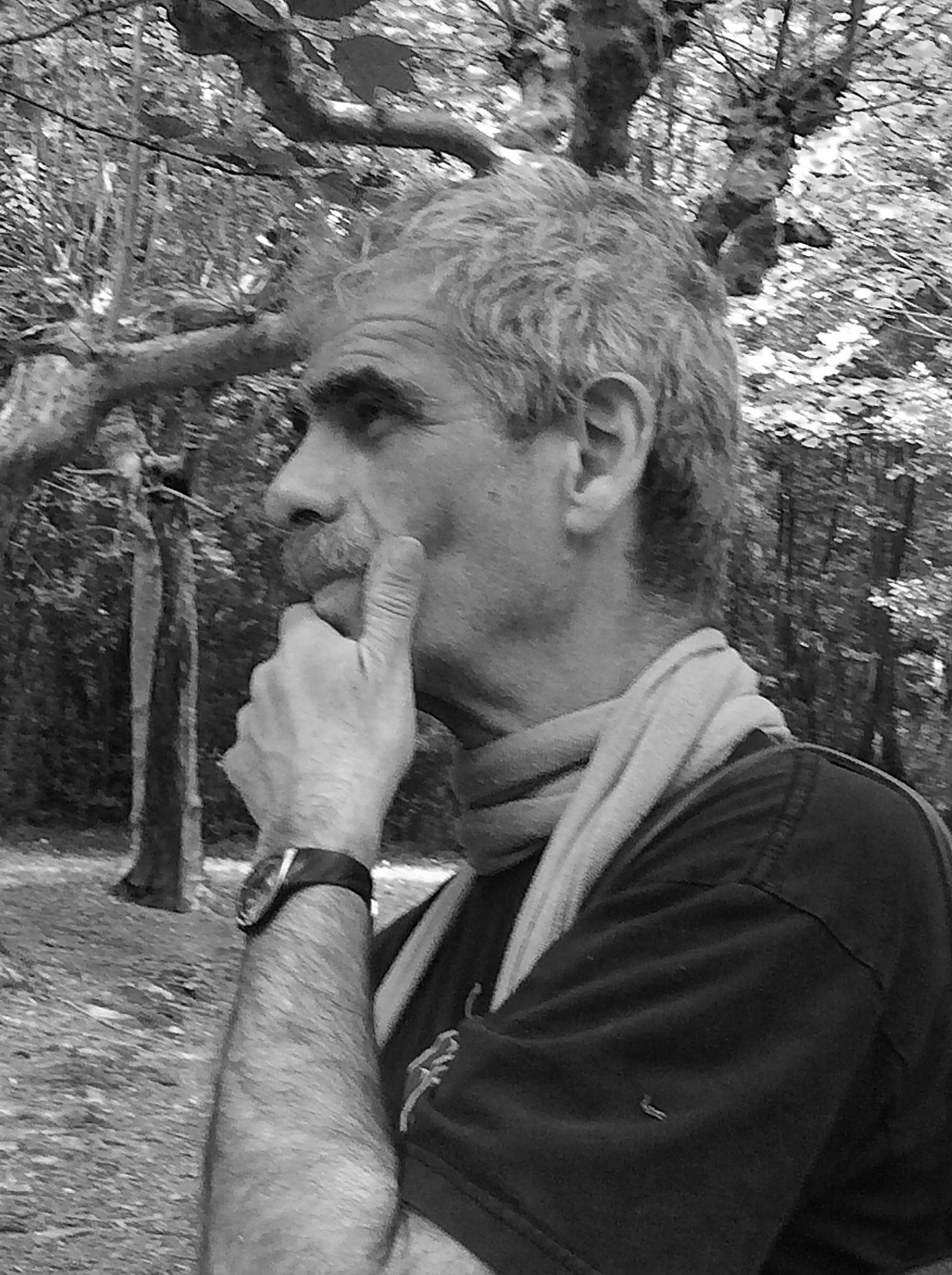
Itzhak Goldberg

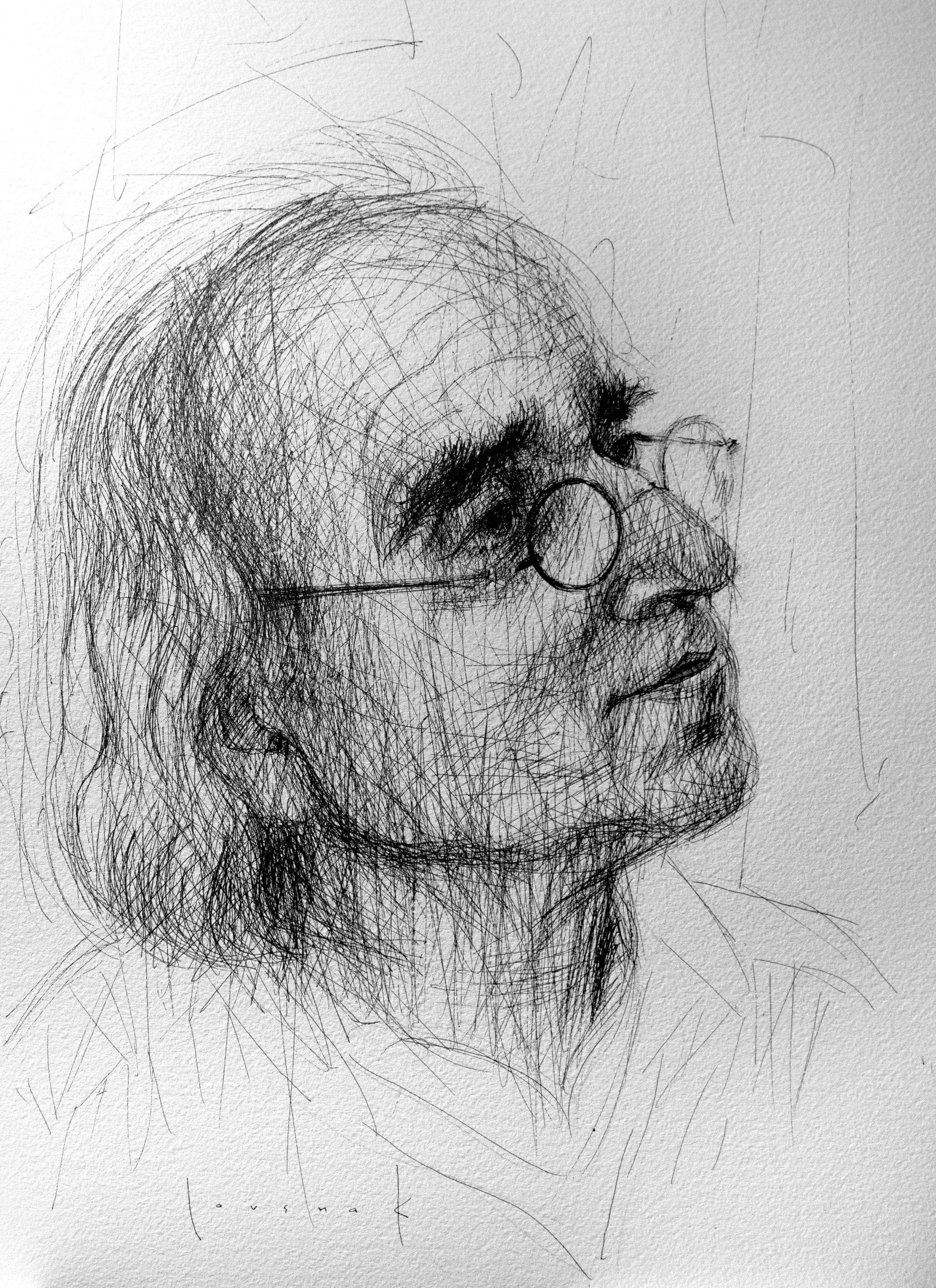
Jean-Paul Gavard-Perret

- « Un art très calculé de l'esquisse où le graffiti prémédité l'emporte sur la gestuelle abstraite, fait de rythmes souples, d'harmonies de couleurs sourdes et légères. "Je veux proposer un temps de réflexion" déclare-t-il. Cette habile pentomine intellectuelle séduit en tout cas un certain public. » - Gérald Schurr[26]
- « Jusque dans les dernières années soixante, il peignait des figures, paysages, natures mortes, dans un esprit expressionniste, des couleurs atténuées et une matière très travaillée. Ensuite, son travail abstrait se compose de figures régulières, de taches aléatoires, de caractères typographiques, de graffitis, disposés sur des fonds travaillés en matière, le tout harmonisé dans des gammes de bruns et de gris colorés. Il a également réalisé des sculptures de verre en 1961 à Venise, des gravures au carborundum depuis 1968, quatorze tapisseries à Brno en 1975, une série de bronzes en 1977. » - Dictionnaire Bénézit[10]
- « Il lui suffit de quelques coups de pinceau pour générer tout un univers. James Coignard étire les limites entre le concret et l'abstrait. Il a l'art d'inventer des gammes colorées qui vont du bleu de cobalt au rouge sang. Ses tableaux sont un épicentre esthétique où les lignes, les lettres et les chiffres se mêlent à de puissants amas de couleurs. » - Johan Persson[27]
- « Le monde qu'il donne à voir semble avoir été créé à partir d'un imaginaire où l'amour humain est inscrit au cœur de la matérialité des choses. Il nous emmène ailleurs, dans une rêverie antique où le commencement du monde est inscrit dans le songe de la matière qui lui fait signe. Coignard possède le don de nommer ses œuvres sans bousculer l'image : Le Laboureur, Le Mannequin, Le Passager, L'Otage, Le Vigile qui, mis en situation, hantent toute sa création, se métamorphosent, laissent leurs empreintes, constituent la spécificité symbolique de son œuvre. Ils représentent ses archétypes. À travers eux, Coignard a créé sa propre mythologie dont l'origine se confond avec sa biographie oculaire et le frémissement de sa chair : "j'observe, j'épie le signe dans le silence de mes propres terreurs » - Ileana Cornea[28]
- « On a souvent souligné la place si singulière de cet artiste solitaire : peintre moderne dans l'ombre des grands maîtres du XXe siècle ou, pourquoi pas, "classique contemporain". » - Clémence Houdart[3]
- « Il existe des peintures qui gesticulent, qui crient, celle de Coignard murmure. À l'effet choc, l'artiste préfère une pénétration lente et progressive, une présence immédiate et sensible à travers la simplification du signe qui force notre concentration. L'artiste, en quelque sorte, nous invite à un procédé d'introspection où les opérations les plus élémentaires sont mises au premier plan, visibles et poétiques à la fois. Coignard ne s'encombre pas de la dimension spatiale, de la perspective, de tout ce qui depuis toujours était le garant d'une peinture figurative, qui visait à créer un système… Sa peinture est presque uniquement déployée sur la surface, probablement parce qu'elle utilise un système de signes, picturaux et verbaux, une écriture plastique tiraillée entre images et idéogrammes. Ces figures sans épaisseur, des touches et des taches, hiéroglyphes autant dessinées que peintes, semblent plus juxtaposées qu'unifiées. On pourrait presque parler des accords imparfaits volontaires, tant les formes se répondent tout en gardant leur autonomie plastique. » - Itzhak Goldberg[3]
- « L'artiste est devenu un classique en prouvant que la peinture ne vit que de ses altérations. Il a cassé quelque chose dans l'art non pas pour le détruire mais pour l'exacerber avec autorité et puissance. Émergent des cicatrices magistrales. Elles biffent les règles antérieures. Reliefs, ajouts, déformations nourrisent l'imaginaire du créateur et désenclavent l'œuvre entière de tout rique d'impasse… James Coignard est donc celui qui, ayant touché une limite, la déplace pour la fixer plus loin. » - Jean-Paul Gavard-Perret[25]

## Collections publiques

### Afrique du Sud
- Iziko South African National Gallery (en), Le Cap.

### Allemagne
- Kunstmuseum Wilhelm-Morgner (de), Soest.

### Canada
- Kitchener-Waterloo Art Gallery, Kitchener.
- Musée d'art contemporain de Montréal.

### États-Unis
- High Museum of Art, Atlanta.
- Montana State University (en), Billings (Montana).
- Université de Cincinnati.
- Collège du Mississippi, Clinton (Mississippi).
- Université de Miami, Coral Gables.
- Université Rowan, Glassboro.
- Jackson College (en), comté de Jackson (Michigan).
- Université de Jamestown (en).
- Université Colgate, Hamilton (New York).
- Montana Historical Society (en), Helena (Montana).
- Fulton-Montgomery Community College (en), Johnstown (New York).
- Université Fairleigh-Dickinson, Madison (New Jersey).
- Université Northwood, Midland (Michigan).
- Université du Minnesota, Minneapolis.
- Université Rutgers, New Brunswick (New Jersey).
- Finch College (en), New York.
- Musée Solomon-R.-Guggenheim, New York.
- Musée d'Art de La Nouvelle-Orléans.
- Oklahoma Art Center, Oklahoma City.
- Université Lincoln, Oxford (Pennsylvanie).
- Université de Pennsylvanie, Philadelphie.
- Phoenix Art Museum, Phoenix (Arizona).
- Musée d'Art contemporain de San Diego.
- Musée d'Art moderne de San Francisco.
- New Mexico Museum of Art, Santa Fe (Nouveau-Mexique).
- Université du Sud (en), Sewanee (Tennessee) (en).
- Université de Syracuse (New York).
- Université de l'Alabama, Tuscaloosa.
- Wilmington College (en), Wilmington (Ohio).

### France
- Musée Faure, Aix-les-Bains.
- Château Grimaldi, Cagnes-sur-Mer.
- Centre international d'art contemporain, château de Carros (donation André Verdet)[21],[23].
- Maison Descartes - Artothèque de Chatellerault.
- Bibliothèque Louis-Nucéra, Nice.
- Département des estampes et de la photographie de la Bibliothèque nationale de France, Paris, dix gravures[20].
- Musée Sainte-Croix des Sables-d'Olonne.
- Musée d'Art et d'Histoire Paul-Éluard, Saint-Denis[10].
- Artothèque de Saint-Maur-des-Fossés, trois gravures[29].
- La Mals - Maison des arts de Sochaux, Buveuse deux feuilles, technique mixte sur papier 152x67cm, 2004[30].
- Espace Chubac, Tourrette-Levens.
- Hôtel de ville (salle des mariages), Tourrette-Levens[31].
- Bibliothèque municipale de Tours.

### Irlande
- Musée de Dublin.

### Israël
- Musée de Dimona.
- Musée d'Israël, Jérusalem.

### Japon
- Musée d'art moderne de Shiga, Ōtsu (préfecture de Shiga)

### Luxembourg
- Musée d'Art et d'Histoire de Luxembourg.

### Royaume-Uni
- British Museum, Londres.

### Suisse
- Kunstmuseum, Bâle, six œuvres (collection de la Fondation lm Obersteg)[24].

## Prix et distinctions
- Prix Dorothy-Gould, Nice, 1964[10].

## Publications bibliophiliques
- Jean Marcenac, L'Amour du plus lointain, poèmes enrichis de neuf gravures originales de James Coignard, 60 exemplaires numérotés, Au Vent d'Arles, Saint-Paul-de-Vence, 1969[7].
- Charles-François Landry, Et commenter la pierre, huit gravures originales au carborundum par James Coignard, toutes numérotées et signées, 60 exemplaires numérotés, éditions de La Cour Saint-Pierre, Genève, 1974.
- Jean Lescure, De l’Arbre au Masque, trois gravures originales de James Coignard, Paris, François Bénichou, 1977.
- James Coignard, Portrait de femmes, livre-objet sous emboîtage toilé contenant sur la partie droite une plaque de bronze 23x17,5cm, sur la partie gauche une eau-forte 35x28cm reprenant en symétrie le dessin du bronze, 75 exemplaires numérotés et signés par l'artiste, éditions Vision nouvelle, 1977.
- James Coignard, Lettres, album de gravures au carborundum rehaussées à la main, 76x56cm, 95 exemplaires avec chaque gravure numérotée et signéé, 15 exemplaires avec chaque gravure justifiée EA (épreuve d'artiste) et signée, 1988.
- James Coignard, Tita Reut, L’Écume des ans, écumes des rêves oubliés, Éditions de l’Ariane, Nice, 2007.
- James Coignard, Les demoiselles de vertu, Bogéna Galerie, Saint-Paul-de-Vence, 2007.

### Filmographie
- 1981 : James Coignard, pour la série télévisée « Portraits d’artistes » par Liliane Thorn-Petit. Télé Luxembourg
- 1984 : James Coignard, « Maîtres de l’art », par P. Collage et S. Bigata. Sonet Vidéo, Suède
- 1987 : Le Procédé Goetz, autour de Antoni Clavé, James Coignard, Henri Goetz et Max Papart, par Jean Réal, 5 Continents Productions